# Shadow Warrior
Shadow Warrior – gra komputerowa z gatunku first-person shooterów. Została wyprodukowana przez 3D Realms w 1997 roku i wydana przez GT Interactive. Grę stworzono na silniku Build autorstwa Kena Silvermana pracującym w technologii 2.5D. Silnik ten wykorzystywały także gry Blood, Redneck Rampage i Duke Nukem 3D. Broń i amunicja zostały stworzone przy pomocy wokseli.
W maju 2013 roku gra pojawiła się w ofercie serwisu Steam w wersji płatnej (Shadow Warrior Classic Redux) oraz free-to-play (Shadow Warrior Classic). 26 września 2013 roku ukazał się jej remake stworzony przez studia Flying Wild Hog i Devolver Digital.